# Општина Савени (Јаломица)
Савени (рум. Săveni) општина је у Румунији у округу Јаломица.
Oпштина се налази на надморској висини од 12 m.